# Basket-Hall Kazan
Basket-Hall Kazan, is een overdekte sportarena, die is gevestigd in Kazan, Rusland. De arena wordt voornamelijk gebruikt voor het houden van basketbalwedstrijden, maar het kan ook worden gebruikt voor het houden van volleybalwedstrijden en Concerten. Basket-Hall Kazan bevat twee basketbalzalen.
De grote centrale hal, genaamd Basket-Hall 1, heeft een capaciteit van 7.482 zitplaatsen voor basketbal en 8.000 voor concerten. De grote centrale hal heeft ook een amfitheatersectie. De kleine zaal, genaamd Basket-Hall 2, die hoofdzakelijk wordt gebruikt voor de training, heeft een capaciteit van 1.500.

## Geschiedenis
De arena werd geopend in augustus 2003. De bouwkosten waren $14.000.000. In 2011 was de arena gastheer van de Europese kampioenschappen gewichtheffen. De Basket-Hall was ook een locatie van de Zomeruniversiade in 2013.
De arena wordt gebruikt als thuisarena van basketbalclub UNICS Kazan. Het werd eerder ook gebruikt door volleybalclub VK Zenit Kazan.